# Nachbarortsverkehr

Nachtrag zum Nachbarortsverkehr

Nachbarortsverkehr ist ein Begriff der deutschen Postverwaltungen, der die ermäßigte Gebühr für Briefsendungen im innerörtlichen Verkehr auf bestimmte Nachbarorte ausdehnte.
Zum Nachbarortsverkehr sollten nicht nur zusammenhängende Postorte, sondern auch solche Postorte zugelassen werden, die, ohne baulich zusammenzuhängen, so nahe beieinander lagen und in so engen wirtschaftlichen Beziehungen standen, dass sie als ein einheitlicher Verkehrsbezirk angesehen werden konnten.
Der Geltungsbereich der Ortstaxe wurde auf Grund der „Bestimmungen über das Postswesen“ auf den Nachbarortsverkehr ausgedehnt. Die Postordnung von 1900 regelte dies:
Für Briefe, Postkarten, Drucksachen, Geschäftspapiere und Warenproben im Orts- und Nachbarortsverkehr sind ermäßigte Gebühren festgesetzt (§ 37). [Ausführungsbestimmungen (AB): unfrankierte „portopflichtige Dienstsache“ nur einfache Taxe. Im Nachbarortsverkehr findet die Porto- und Gebührenfreiheit in demselben Umfange statt wie im Fernverkehr.]
Diese Vorschrift wurde am 1. Juli 1906 auf Briefe beschränkt. Am 1. Oktober 1908 wurde der Postprotest eingefügt. Für die Rücksendung des protestierten Wechsels nebst Protesturkunde wurden 30 Pf, im Orts- und Nachbarortsverkehr aber 25 Pf erhoben.
Mit der Erhebung der Reichsabgabe vom 1. August 1916 wurde für unfrankierte Briefe im Orts- und Nachbarortsverkehr nicht mehr 10 Pf (ein solcher Brief kostet nun 5 Pf + 2 ½ Pf Reichsabgabe), sondern als Nachgebühr das Doppelte der Gebühr oder des Fehlbetrags unter Abrundung auf eine durch 5 teilbare Pfennigsumme verlangt. 
Die Postordnung vom Oktober 1917 erhob die ermäßigte Gebühr für den Orts- und Nachbarortsverkehr wieder für Postkarten, Drucksachen usw. Die ermäßigte Gebühr für Orts- und Nachbarortsverkehr wurde am 6. Mai 1920 abgeschafft, nur für Ortsverkehr am 1. April 1921 wiedereingeführt.
Im inneren Verkehr Bayerns wurden die Gebühren für den Orts- und Nachbarortsverkehr durch die Postordnung für das Königreich Bayern vom 27. März 1900 geregelt und entsprach dem des Reichspostgebiets also die Zulassung des ermäßigten Tarifs im Nachbarortsverkehr unter Berücksichtigung der Verhältnisse im Einzelfall zu gestatten. Was als Nachbarort, im Sinne der Postordnung, zu verstehen war, wurde im Amtsblatt veröffentlicht.
Im inneren Verkehr Württembergs umfasste seit dem 1. April 1900 der Nachbarortsverkehr den Verkehr zwischen Postanstalten, die bis zu 10 km voneinander entfernt waren.
Nach dem Zweiten Weltkrieg war das Ortsporto in der Bundesrepublik ab dem 1. März 1963 ungültig, ab diesem Zeitpunkt bis zum 2. Oktober 1990 gab es nur noch innerhalb von West-Berlin ein reduziertes Porto für Briefe und Postkarten. In der DDR wurde das reduzierte Porto für Postkarten im Ortsverkehr ab dem 1. Oktober 1954 abgeschafft, das reduzierte Briefporto blieb bis zur Währungs-, Wirtschafts- und Sozialunion am 1. Juli 1990 erhalten, danach gab es für eine Übergangszeit im Verkehrsgebiet Ost bis zum 31. März 1991 einen Sondertarif.